# بول جوفو
بول جوفو (2 نوفمبر 1916 – 29 مارس 1977) هو ملاكم بلجيكي راحل، مثّل بلاده في الألعاب الأولمبية الصيفية 1936.

## روابط خارجية
بول جوفو على موقع بوكس ريك (الإنجليزية) (registration required)
- بول جوفو على موقع أوليمبيديا (الإنجليزية)